# Labo
Labo è una municipalità di prima classe delle Filippine, situata nella Provincia di Camarines Norte, nella Regione del Bicol.
Labo è formata da 52 baranggay:
- Anahaw (Pob.)
- Anameam
- Awitan
- Baay
- Bagacay
- Bagong Silang I
- Bagong Silang II
- Bagong Silang III (Silang)
- Bakiad
- Bautista
- Bayabas
- Bayan-bayan
- Benit
- Bulhao
- Cabatuhan
- Cabusay
- Calabasa
- Canapawan
- Daguit
- Dalas
- Dumagmang
- Exciban
- Fundado
- Guinacutan
- Guisican
- Gumamela (Pob.)

- Iberica
- Kalamunding (Pob.)
- Lugui
- Mabilo I
- Mabilo II
- Macogon
- Mahawan-hawan
- Malangcao-Basud
- Malasugui
- Malatap
- Malaya
- Malibago
- Maot
- Masalong
- Matanlang
- Napaod
- Pag-Asa
- Pangpang
- Pinya (Pob.)
- San Antonio
- San Francisco (Pob.)
- Santa Cruz
- Submakin
- Talobatib
- Tigbinan
- Tulay Na Lupa